# Käthra Kuche
Die Käthra Kuche (auch Kätheren Küche, die 'Küche der Katharina') ist eine Halbhöhle östlich der Ortschaft Briel, nordwestlich der Kreisstadt Ehingen (Donau) am südlichen Rand der Schwäbischen Alb.
Angeblich diente sie um 1800 einer Katharina Schunter als Wohnhöhle. Diese entstammte der Familie Schunter, welche die nahegelegene Schunterhöhle bewohnte.

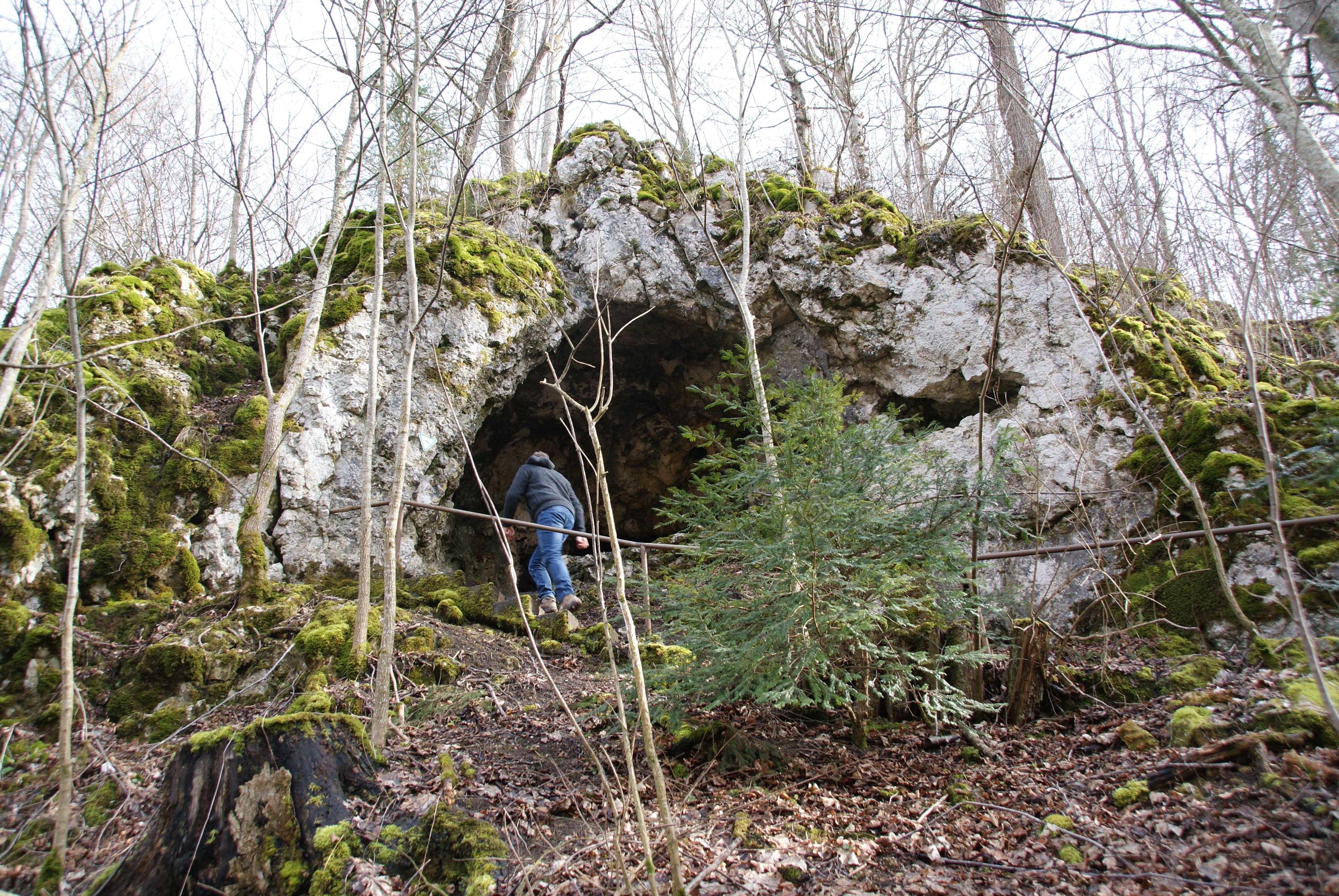
Käthra Kuche (Abri, Halbhöhle)

Während ihres Aufenthalts in der Höhle soll sie Feuer zum Kochen gemacht haben. Der aufsteigende Rauch führte bei den Bewohnern des nahegelegenen Dorfs Briel zum Ausspruch „D’ Käther kocht“ – Katharina kocht. Daher die Namensgebung Kätheren Küche (= Käthra Kuche).
Der Fels und die Höhle sind unter dem Namen Fels mit Höhle „Kätheren Küche“ auch als Naturdenkmal Nr. 84250330172 und unter dem Namen Felsband und Höhle ("Kätheren Küche") am O-Hang des Brieltals 900 m E von Briel auch als Geotop geschützt.